# Munții Anti-Taurus
Munții Anti-Taurus (în greacă Αντίταυρος, în turcă Aladağlar) reprezintă un lanț muntos din sud-estul Turciei, situat la nord-est de Munții Taurus. Cel mai înalt vârf este Muntele Erciyes (3917 m). Geograful antic grec Strabon a scris că, la vremea sa, vârful nu a fost niciodată lipsit de zăpadă și că puținii temerari care l-au urcat au putut vedea atât Marea Neagră, cât și Marea Mediterană.
Muntele Erciyes, cel mai înalt vârf din Anatolia centrală, este un stratovolcan masiv, situat în partea de nord a lanțului muntos. 